# Gent–Wevelgem 2023
Das Straßenradrennen Gent–Wevelgem 2023 war die 85. Austragung des belgischen Eintagsrennens. Das Rennen fand am 26. März statt und war Teil der UCI WorldTour 2023.
Der Franzose Christophe Laporte (Jumbo-Visma) gewann das Rennen, nachdem er sich rund 50 Kilometer vor dem Ziel gemeinsam mit seinem Teamkollegen Wout van Aert im Anstieg des Kemmelberg abgesetzt hatte. Der dritte Platz ging an Sep Vanmarcke (Israel-Premier Tech), der einen Rückstand von fast zwei Minuten aufwies.

## Teilnehmende Mannschaften und Fahrer
Neben den 18 UCI WorldTeams nahmen auch 7 UCI ProTeams das Rennen in Angriff. Für jedes Team sind sieben Fahrer startberechtigt, wobei das Movistar Team nur sechs Fahrer aufstellte. Weiters gingen sechs Fahrer nicht an den Start. Von den 168 gestarteten Fahrern erreichten nur 98 das Ziel.
Mit dem Titelverteidiger Biniam Girmay (Intermarché-Circus-Wanty), Wout van Aert (Jumbo-Visma), Mads Pedersen (Trek-Segafredo), Alexander Kristoff (Uno-X), Peter Sagan (TotalEnergies), Greg Van Avermaet (AG2R Citroen), John Degenkolb (DSM) und Edvald Boasson Hagen (TotalEnergies) starteten acht ehemalige Sieger bei der 85. Austragung.
Von den Klassiker-Spezialisten galten Wout van Aert, Christophe Laporte (beide Jumbo-Visma), Biniam Girmay, Mike Teunissen (beide Intermarché-Circus-Wanty), Mads Pedersen, Jasper Stuyven (beide Trek-Segafredo), Kasper Asgreen, Yves Lampaert (beide Soudal Quick-Step), Stefan Küng (Groupama-FDJ), Matej Mohorič (Bahrain Victorious), Søren Kragh Andersen (Alpecin-Deceuninck), Filippo Ganna, Ben Turner, Jhonatan Narváez (alle Ineos Grenadiers), Tim Wellens, Matteo Trentin (beide UAE Team Emirates), Alberto Bettiol (EF Education-EasyPost), Iván García Cortina (Movistar), Anthony Turgis, Peter Sagan (beide TotalEnergies), Nils Politt (Bora-hansgrohe), Greg Van Avermaet (AG2R Citroën), Sep Vanmarcke (Israel-Premier Tech) und Rasmus Tiller (Uno-X) als potentielle Sieger.
Weiters starteten mit Jasper Philipsen (Alpecin-Deceuninck), Fabio Jakobsen, Tim Merlier (beide Soudal Quick-Step), Caleb Ewan, Arnaud De Lie (beide Lotto Dstny), Dylan Groenewegen (Jayco AlUla), Arnaud Démare (Groupama-FDJ), Sam Bennett (Bora-hansgrohe), Olav Kooij (Jumbo-Visma), Fernando Gaviria (Movistar), Mark Cavendish (Astana Qazaqstan), Alexander Kristoff (Uno-X) und Pascal Ackermann (UAE Team Emirates) mehrere ausgewiesene Sprinter, die sich aus einer größeren Gruppe durchsetzen konnten.
| UCI WorldTeams | UCI WorldTeams        | UCI WorldTeams | UCI WorldTeams           | UCI WorldTeams | UCI WorldTeams    | UCI ProTeams | UCI ProTeams           |
| -------------- | --------------------- | -------------- | ------------------------ | -------------- | ----------------- | ------------ | ---------------------- |
| ACT            | AG2R Citroën Team     | GFC            | Groupama-FDJ             | DSM            | Team DSM          | BWB          | Bingoal WB             |
| ADC            | Alpecin-Deceuninck    | IGD            | Ineos Grenadiers         | JAY            | Team Jayco AlUla  | HPM          | Human Powered Health   |
| AST            | Astana Qazaqstan Team | ICW            | Intermarché-Circus-Wanty | TFS            | Trek-Segafredo    | IPT          | Israel-Premier Tech    |
| TBV            | Bahrain Victorious    | TJV            | Jumbo-Visma              | UAD            | UAE Team Emirates | LTD          | Lotto Dstny            |
| BOH            | Bora-Hansgrohe        | MOV            | Movistar Team            |                |                   | TFB          | Team Flanders-Baloise  |
| COF            | Cofidis               | SOQ            | Soudal Quick-Step        |                |                   | TEN          | TotalEnergies          |
| EFE            | EF Education-EasyPost | ARK            | Team Arkéa-Samsic        |                |                   | UXT          | Uno-X Pro Cycling Team |

## Streckenführung
Die Strecke führte über 260,9 km von Ypern durch Westflandern nach Wevelgem und war somit etwas länger als im Vorjahr. Nach dem offiziellen Start führte die Strecke zunächst Richtung Osten bis kurz vor Kortrijk, ehe es nach rund 60 Kilometern zurück nach Ypern ging. Anschließend drehte die Fahrtrichtung gen Nordwesten und führte in die Region De Moeren, die für ihre Windanfälligkeit bekannt ist. Entlang der N8 führte die Strecke nach Veurne, dem nördlichsten Punkt des Rennens, ehe schmale und verwinkelte Straßen zurück nach Süden führten. Nach rund 130 Kilometern erreichten die Fahrer Heuvelland. Die erste Steigung, der Scherpenberg, wurde rund 95 Kilometer vor dem Ziel überquert und bildete den Auftakt der ersten Serie von Anstiegen. Innerhalb von 20 Kilometern folgten nun der Baneberg, Monteberg, sowie die erste Auffahrt des gepflasterten Kemmelberg, die aus südlicher Richtung erfolgte. Rund 70 Kilometer vor dem Ziel folgten drei Schotter-Sektoren, ehe die zweite Serie von Anstiegen in Angriff genommen wurde. Nun ging es ein weiteres Mal über den Monteberg, die Südauffahrt des Kemmelberg, den Scherpenberg und den Baneberg. Abschließend wurde die Nordauffahrt des Kemmelberg absolviert, der 34,3 Kilometer vor dem Ziel zum dritten und letzten Mal überquert wurde. Nach den Anstiegen ging es auf flachen Straßen Richtung Norden nach Ypern und anschließend entlang der N8 nach Westen. Die Zieleinfahrt in Wevelgem befand sich am Ende einer langen und flachen Geraden.
Insgesamt standen drei Schotterstraßen, eine Kasseie (Kopfsteinpflasterstraße) und neun Hellingen (kurze steile Anstiege) auf dem Programm.
|                        | km    | Kopfsteinpflaster | Länge (m) | Steigung | Schotterstraße |
| ---------------------- | ----- | ----------------- | --------- | -------- | -------------- |
| Veurnestraat           | 119,3 | ●                 | 1200      |          |                |
| Scherpenberg           | 166   |                   | 1000      | ⌀ 2,3 %  |                |
| Baneberg               | 170,7 |                   | 1300      | ⌀ 6 %    |                |
| Monteberg              | 176,7 |                   | 1000      | ⌀ 5,4 %  |                |
| Kemmelberg (Belvedère) | 178,5 | ●                 | 400       | ⌀ 10,4 % |                |
| Hill 63                | 191   |                   | 1300      |          | ●              |
| Christmas Truce        | 193,5 |                   | 2100      |          | ●              |
| The Catacombs          | 195,7 |                   | 650       |          | ●              |
| Monteberg              | 207,3 |                   | 1000      | ⌀ 5,4 %  |                |
| Kemmelberg (Belvedère) | 209,1 | ●                 | 400       | ⌀ 10,4 % |                |
| Scherpenberg           | 216,6 |                   | 1000      | ⌀ 2,3 %  |                |
| Baneberg               | 221,3 |                   | 1300      | ⌀ 6 %    |                |
| Kemmelberg (Ossuaire)  | 226,6 | ●                 | 700       | ⌀ 10,9 % |                |
| Ziel                   | 260,9 |                   |           |          |                |

## Rennverlauf und Rennergebnis
Mit Mark Cavendish (Astana Qazaqstan), Andrij Ponomar (Arkéa-Samsic), Otto Vergaerde (Trek-Segafredo), Hugo Houle, Rick Zabel (beide Israel-Premier Tech) und Benjamin Perry (Human Powered Health) gingen sechs Fahrer nicht an den Start des Rennens, das maßgeblich vom Regen beeinflusst wurde.
Nach einer nervösen Anfangsphase mit mehreren Angriffen lösten sich zwei Ausreißergruppen, die sich nach rund 100 Kilometern zusammenschlossen. In dieser waren mit Mike Teunissen (Intermarché-Circus-Wanty), Greg Van Avermaet (AG2R Citroën), Jewgeni Fedorow (Astana Qazaqstan), Jelle Wallays (Cofidis), Lewis Askey (Groupama-FDJ), Johan Jacobs (Movistar), Jenthe Biermans (Arkéa-Samsic), Elmar Reinders (Jayco AlUla), Milan Fretin, Aaron Van Poucke (beide Flanders-Baloise), Luca van Boven, Guillaume van Keirsbulck (Bingoal WB), Colin Joyce (Human Powered Health) und Sandy Dujardin (TotalEnergies) 14 Fahrer vertreten. Die Ausreißer fuhren einen maximalen Vorsprung von rund vier Minuten heraus. Auf den nassen Straßen kam es immer wieder zu Stürzen, in die auch Filippo Ganna und Michał Kwiatkowski (beide Ineos Grenadiers) involviert waren. Wie auch Sam Bennett (Bora-hansgrohe) gaben beide das Rennen auf.
Die Spitzengruppe erreichte die erste Auffahrt des Kemmelberg mit einem Vorsprung von eineinhalb Minuten. Mit Jelle Wallays war unterdessen der erste Fahrer zurückgefallen, der kurz darauf vom Hauptfeld gestellt wurde. Auf der Kuppe des Kemmelberg lösten sich mit Matej Mohorič (Bahrain Victorious), Ben Turner (Ineos Grenadiers), Nathan Van Hooydonck (Jumbo-Visma) und Florian Vermeersch (Lotto Dstny) vier Fahrer vom Hauptfeld ab. Kurz darauf kamen mit Christophe Laporte (Jumbo-Visma), Anthony Turgis (TotalEnergies), Søren Kragh Andersen (Alpecin-Deceuninck) und Erik Nordsæter Resell (Uno-X) vier Fahrer hinzu, während das Hauptfeld in die Länge gezogen wurde. Mit Mads Pedersen (Trek-Segafredo) schaffte ein weiterer Fahrer den Sprung in die Ausreißergruppe, die nun bereits 20 Sekunden vor dem ausgedünnten Hauptfeld lag. Fabio Jakobsen (Soudal Quick-Step) versuchte ebenfalls, die Lücke als Solist zu schließen, ließ sich jedoch auf dem Schotter-Sektor des Hill 63 wieder zurückfallen.
Im zweiten Schotter-Sektor, dem Christmas Truce, schloss die Ausreißergruppe zu der Spitzengruppe auf, womit sich nun 21 Fahrer an der Spitze des Rennens befanden. Guillaume van Keirsbulck setzte sich im dritten Schotter-Sektor allein von der Spitzengruppe ab, wurde jedoch 60 Kilometer vor dem Ziel wieder eingeholt. Kurz darauf fiel Florian Vermeersch aufgrund eines technischen Defekts ins Hauptfeld zurück, dessen Rückstand zwischenzeitlich auf rund 40 Sekunden angewachsen war.
55 Kilometer vor dem Ziel, am Fuße des Monteberg, wurde die Ausreißergruppe vom Hauptfeld gestellt, in dem die Mannschaften Soudal Quick-Step und Groupama-FDJ die Nachführarbeit übernommen hatten. Im Anstieg setzte sich Anthony Turgis ab, ehe Wout van Aert und Christophe Laporte (beide Jumbo-Vimsa) am Kemmelberg angriffen, die Lücke zu dem Franzosen schlossen und sich zu zweit von den restlichen Fahrern absetzten. Hinter den beiden Teamkollegen bildete sich eine Verfolgergruppe, in der mit Caleb Ewan (Lotto Dstny), Tim Merlier (Soudal Quick-Step) und Pascal Ackermann (UAE Team Emirates) auch mehrere Sprinter vertreten waren. Während sich die Gruppe organisierte, fuhren Wout van Aert und Christophe Laporte einen Vorsprung von über 30 Sekunden heraus.
In weiterer Folge baute das Jumbo-Visma-Duo seinen Vorsprung weiter aus und überquerte den Baneberg mit einem Vorsprung von etwa einer Minute. In der letzten Auffahrt des Kemmelberg setzte sich Wout van Aert kurzzeitig wenige Meter von seinem Teamkollegen ab, wartete jedoch auf der Kuppe, ehe sie gemeinsam die letzten 35 Kilometer in Angriff nahmen. Nachdem der Vorsprung der beiden auf über zwei Minuten angewachsen war, kam es in der Verfolgergruppe immer wieder zu Angriffen. Matej Mohorič kam in einem Kreisverkehr rund sechs Kilometer vor dem Ziel zu Sturz, konnte das Rennen jedoch fortsetzen. Die beiden Spitzenreiter erreichten Wevelgem gemeinsam und Christophe Laporte überquerte die Ziellinie als Erster. Der dritte Platz ging an Sep Vanmarcke (Israel-Premier Tech), der sich im Sprint aus einer kleinen Gruppe durchsetzte.
| Platz | Fahrer             | Nation | Team                | Zeit                   |
| ----- | ------------------ | ------ | ------------------- | ---------------------- |
| 01.   | Christophe Laporte | FRA    | Jumbo-Visma         | 5:49:39 h (44,77 km/h) |
| 02.   | Wout van Aert      | BEL    | Jumbo-Visma         | "                      |
| 03.   | Sep Vanmarcke      | BEL    | Israel-Premier Tech | + 1:56 min             |
| 04.   | Frederik Frison    | BEL    | Lotto Dstny         | "                      |
| 05.   | Mads Pedersen      | DEN    | Trek-Segafredo      | "                      |
| 06.   | Mikkel Bjerg       | DEN    | UAE Team Emirates   | "                      |
| 07.   | Alexis Renard      | FRA    | Cofidis             | + 2:04 min             |
| 08.   | Olav Kooij         | NED    | Jumbo-Visma         | "                      |
| 09.   | Danny van Poppel   | NED    | Bora-hansgrohe      | "                      |
| 10.   | Daniel McLay       | GBR    | Team Arkéa-Samsic   | "                      |